# Иљушин Ил-40
Иљушин Ил-40  (НАТО назив Brawny) је двомоторни турбомлазни совјетски јуришни бомбардер развијен током 1952 -1953. године са наменом да замени јуришне авионе са клипним моторима Ил-2, Ил-10 и Ил-16.

## Пројектовање и развој

### Технички опис
Ил-40 је двомоторни нискокрилони оклопљени јуришник на млазни погон. Крила су му косо постављена у односу на осу трупа и заклапају угао од 35°. Стајни трап је увлачећи система „трицикл“ са носном ногом. Посада се састоји од два члана, пилот и радио оператер-стражњи стрелац који су седели један иза другог стим што је стрелац био окренут супротно од правца кретања авиона. Кабина пилота и стрелца је била добро оклопљена, спреда је био оклоп дебљине 10 mm а предње стакло 124 mm, бочна стакла кабине су била дебела 68 mm а бочни оклоп се кретао од 4 до 10 mm дебљине. Авион је имао систем за аутоматско избацивање седишта из авиона (катапулт). Пилотово седиште се избацивало у вис и уназад под углом од 16°, а седиште стрелца горе или доле под нагибом од 9°. У делу авиона заштићен оклопом се налазило 6 резервоара за гориво укупне запремине око 4.300 литара. Дебљина оклопа авиона је износила од 3 до 8 mm у зависности од вероватноће погодка ватре са земље или од противничких ловаца. Укупна тежина оклопа на авиону је износила 1.918 kg.
Два турбомлазна мотора су се налазила уз труп авиона на местима где се крило спаја са трупом авиона. Мотори су били опремљени системом за додатно сагоревање (форсаж) тако да је авион имао доста резерве саге што му је омогућило несметан лет у случају отказа једног од мотора.
С обзиром на различиту примену овог авиона предвиђено је да се прави у неколико варијанти: јуришник, торпедни бомбардер и извођач за корекцију артиљеријске ватре.

### Варијанте авиона Ил-40
- Ил-40 - први прототип,
- Ил-40П - други прототип и нулта серија,
- Ил-40К - извиђачки авион за корекцију артиљеријске ватре, имао је три члана посаде пилот, атриљерац (коректор ватре) и стражњи стрелац,
- Ил-40Т - торпедни авион,
- Ил-42 - оживљен пројекат Ил-40 1967. године, није истрпео конкутенцију авиона Су-25,
- Ил-102 - коначна верзија модернизованог јуришног авиона из 1982. године.

### Наоружање
- 4 × 23mm фиксна топа у носу авиона са 225 граната сваки,
- 1 × 23mm покретни топ смештен у репу авиона, којим даљински управља стражњи стрелац са 200 граната,
- до 1.400 kg. бомби или осталних убојних средстава подвешаних на спољним носачима испод крила и трупа авиона,

## Оперативно коришћење
Посаду авиона Ил-40 сачињава 2 чланова: пилот и стражњи стрелац. До оперативног коришћења авиона Ил-40 није дошло, направљена је пробна серија од 5 комада и 2 примерака ових авиона као прототипови, тако да је укупни број произведених авиона био 7. Од овог авиона се одустало највише због тога што се у то време уводи нова војна доктрина о примени тактичког нуклеарног оружја па у том смислу би отпала употреба великих продора оклопних јединица којима би била потребна блиска подршка јуришних авиона или осуећење противничког напада оклопним јединицама корижћењем јуришних бомбардера. Двадест година касније анализом локалних сукоба који су се одиграли после Другог светског рата установљено је да ипак постоји потреба за авионима типа јуришних бомбардера. Тада долази до оживљавања пројекта авиона Ил-40 под ознаком Ил-42. Концепцијски гледано то је исти авион али са примењеним свим новинама које су се у међувремено појавиле.

## Земље које су користиле овај авион
| - СССР |